# Hubert De Groote
Hubert Joseph Marie Ghislain De Groote (Klerken, 10 januari 1899 - Houthulst, 27 juni 1986) was een Belgisch parlementslid en burgemeester.

## Levensloop
De Groote was een zoon van volksvertegenwoordiger Eugène De Groote. Hij trouwde met Marie-Thérèse Garnier, dochter van de legerarts Louis Garnier (1857–1922).
In 1938 werd hij verkozen tot gemeenteraadslid en onmiddellijk benoemd tot burgemeester van Houthulst. Hij bleef dit ambt uitoefenen tot aan de fusie met Klerken en andere dorpen in 1977. Hij bleef nog burgemeester van de fusiegemeente, die de naam Houthulst kreeg, tot in 1979.
Tijdens de Tweede Wereldoorlog was De Groote een actieve, zelfs avontuurlijke verzetsman. Hij werd provinciecommandant van het Geheim Leger. Hij hielp geallieerde piloten onderduiken. Nadat hij in 1943 een Duits munitiedepot tot ontploffing had gebracht, werd actief naar hem gezocht. Zijn twee broers werden opgepakt en naar een concentratiekamp gestuurd. Gauthier overleed in maart 1945 in Mittelbau-Dora en Georges in december 1944 in Gross-Rosen. Hubert De Groote ontsnapte aan arrestatie en vluchtte naar Engeland. Hij werd er kapitein bij de Belgische Staatsveiligheid. Hij kwam in die hoedanigheid naar België terug bij de Bevrijding en bleef nog een jaar voor de Dienst werken.
Als parlementslid doorliep De Groote een eerder gevarieerd curriculum:
- eerst was hij CVP-parlementslid: provinciaal senator van 1946 tot 1949,
- vervolgens werd hij BSP-parlementslid,
  - 1949-1950: senator voor het arrondissement Veurne-Diksmuide-Oostende;
  - 1954-1965: volksvertegenwoordiger,
  - 1965-1968: provinciaal senator,
  - 1968-1971: volksvertegenwoordiger.

De reden van de overstap had te maken met de Vlaamse problematiek. Nadat op 16 maart 1946 de IJzertoren was opgeblazen, werd het gerucht verspreid (dat hij niet tegensprak) dat hij tot de groep verzetslieden had behoord die, met hulp van de Belgische Ontmijningsdienst de IJzertoren had gedynamiteerd. Dit maakte zijn positie binnen de CVP onmogelijk. De overstap naar de socialisten was opzienbarend, want uitzonderlijk. Het verminderde nauwelijks zijn populariteit in zijn streek.